# Sparasion graenicheri
Sparasion graenicheri är en stekelart som beskrevs av Charles Thomas Brues 1906. Sparasion graenicheri ingår i släktet Sparasion och familjen Scelionidae. Inga underarter finns listade i Catalogue of Life.